# Gibraleón (kommunhuvudort)
Gibraleón är en kommunhuvudort i Spanien.   Den ligger i provinsen Provincia de Huelva och regionen Andalusien, i den sydvästra delen av landet, 400 km sydväst om huvudstaden Madrid. Gibraleón ligger 34 meter över havet och antalet invånare är 12 258.
Terrängen runt Gibraleón är platt. Runt Gibraleón är det tätbefolkat, med 266 invånare per kvadratkilometer. Närmaste större samhälle är Huelva, 12,5 km söder om Gibraleón. Trakten runt Gibraleón består till största delen av jordbruksmark.